# LIHG kampioenschap
Het LIHG kampioenschap was een door de Ligue Internationale de Hockey sur Glace (LIHG) georganiseerd ijshockeytoernooi in de periode 1912 tot 1914. 

## Erelijst
| Editie | Jaar | Locatie                    | Goud                | Zilver              | Brons     |
| ------ | ---- | -------------------------- | ------------------- | ------------------- | --------- |
| 1      | 1912 | Brussel (België)           | Duitse Rijk         | Oxford Canadians    | België    |
| 2      | 1913 | Sankt Moritz (Zwitserland) | Duitse Rijk         | Verenigd Koninkrijk | Frankrijk |
| 3      | 1914 | Chamonix (Frankrijk)       | Verenigd Koninkrijk | Duitse Rijk         | Frankrijk |